# Acacia strongylophylla
Acacia strongylophylla é uma espécie de leguminosa do gênero Acacia, pertencente à família Fabaceae.